# Heinrich III. von Plauen

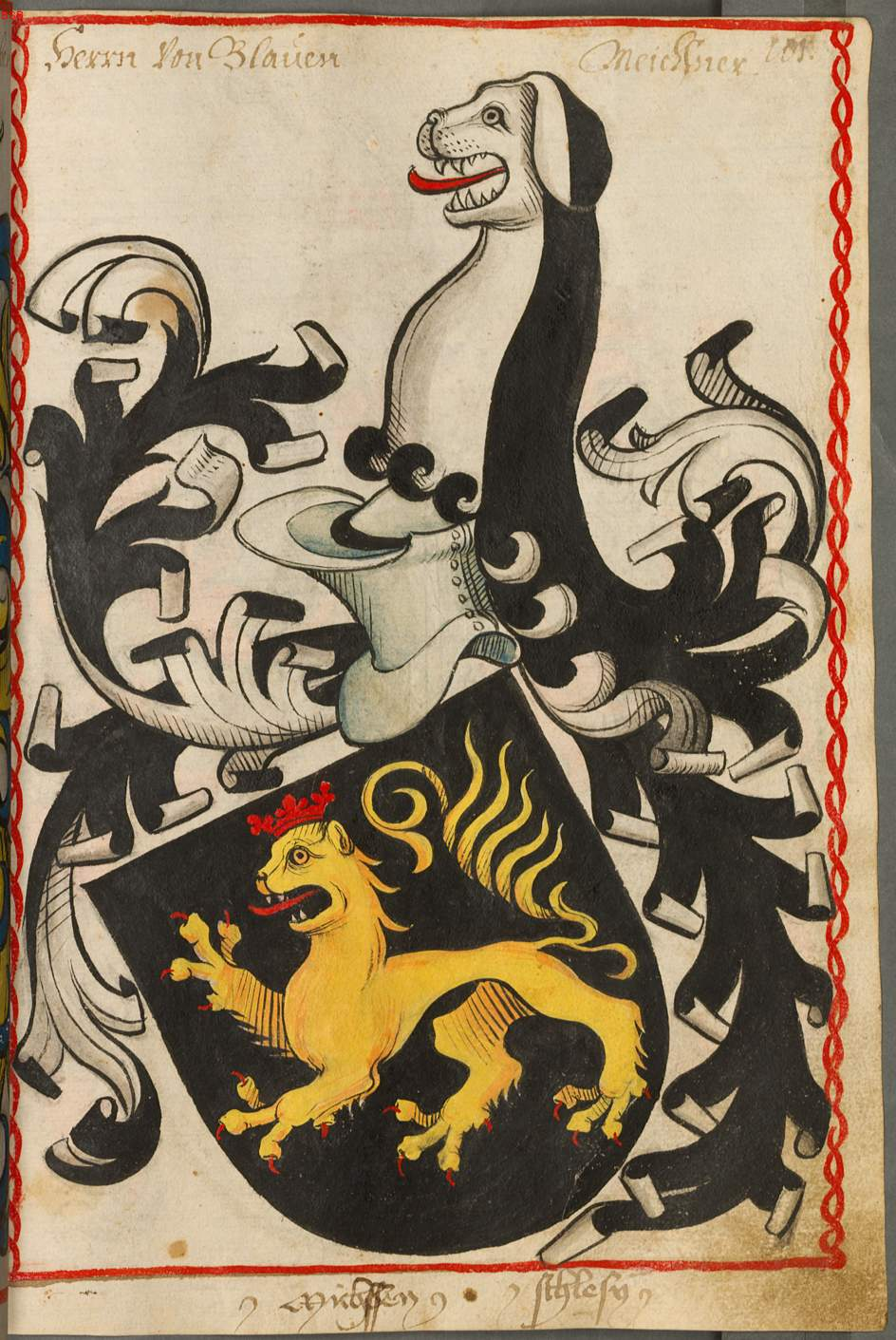
Wappen der Herren von Plauen

Heinrich III. von Plauen (* 1453 (?); † 22. August 1519) war Burggraf von Meißen, Hauptmann böhmischer Lehen und Landvogt der Niederlausitz.

## Leben
Er war ein Sohn von Heinrich II. von Plauen, der seine Besitzungen als Burggraf von Meißen und Vogt von Plauen und Weida verlor. Heinrich III. setzte sich seit etwa 1480 für deren Erhalt ein, konnte aber 1482 lediglich verschiedene Güter in Böhmen zurückerlangen.
Seit dem Tod des Vaters etwa 1484 trug er zwar den Titel eines Burggrafen von Meißen, der ihm als Reichsfürsten eine Teilnahme an Reichstagen ermöglicht hätte, und eines Herrn von Plauen, konkrete Ämter waren damit aber nicht mehr verbunden.
1492 wurde Heinrich als Hauptmann der böhmischen Lehen außerhalb Böhmens, also in Deutschland, bezeichnet, ebenso als Hauptmann des niederbayerischen Gesellschaft vom Leon, wobei diese Tätigkeit für die Forschung nicht recht erklärlich ist und 1493 mit deren Auflösung wohl endete.
1493 wurde Heinrich zum Landvogt der Niederlausitz durch König Vladislav II. von Böhmen ernannt. 1494 überließ dieser ihm die Pfandherrschaft Spremberg, die Heinrich allerdings vorerst nicht in Besitz nehmen konnte.
Um 1497/98 gründete Heinrich ein Wilhelmiterkloster bei Lübben, wo er seinen Sitz als Landvogt hatte, und besetzte es mit Mönchen aus Orlamünde bei Weimar.
1498 erhielt er vom König regelmäßige Einkünfte aus dem Benediktinerinnenkloster Guben und dem Zoll in Luckau als Gegenleistungen für geliehenes Geld zugesprochen.
1502 konnte Heinrich endlich nach längeren Streitigkeiten die Herrschaft Spremberg in Besitz nehmen, zog sich dabei aber den großen Unmut der Landstände der Niederlausitz zu.
1504 wurde er als Landvogt vom König abgesetzt und durch dessen Bruder Sigismund ersetzt. Die genauen Hintergründe dafür lassen sich nur vermuten.
Heinrich verweigerte die Rückgabe der Herrschaft Spremberg und konnte erst 1508 durch niederlausitzische und brandenburgische Truppen aus dieser vertrieben werden. Er verlor auch die Einkünfte aus Guben und Luckau.
1519 starb er.

## Ehen und Nachkommen
Heinrich war verheiratet mit
- Mechthild von Schwarzburg (1457–1492, seit 18. Februar 1478), Tochter von Graf Heinrich XX. von Schwarzburg-Leutenberg (1412–1464) und Brigitte von Gera (1437–1490), Kinder waren
  - Margarete (1480–1531), verheiratet mit Jaroslav II. von Lobkowitz (1483–1529)
  - Ludmilla (1482–1541), Nonne im Georgenkloster Leipzig

- Barbara von Anhalt-Köthen (1483–1533, seit 25. November 1503), Tochter von Fürst Waldemar VI. von Anhalt-Köthen und Margarete von Schwarzburg-Blankenburg. Kinder waren
  - Anna (1506–1548), Äbtissin im Stift Gernrode
  - Heinrich (1508–1515)
  - Heinrich IV. (1510–1554), Burggraf von Meißen, verheiratet mit Margarete von Salm und Neuburg
  - Heinrich (1512–1518)
  - Margarete (1514–1555), heiratete Bohuslav Felix von Lobkowicz, Landvogt der Niederlausitz

- Margareta Pigkler, uneheliche Beziehung
  - Heinrich (1500–1550)